# Quart de les Valls
Quart de les Valls – gmina w Hiszpanii, w prowincji Walencja, we wspólnocie autonomicznej Walencja, o powierzchni 8,43 km². W 2011 roku liczyła 1076 mieszkańców.